# Abraham Speeck

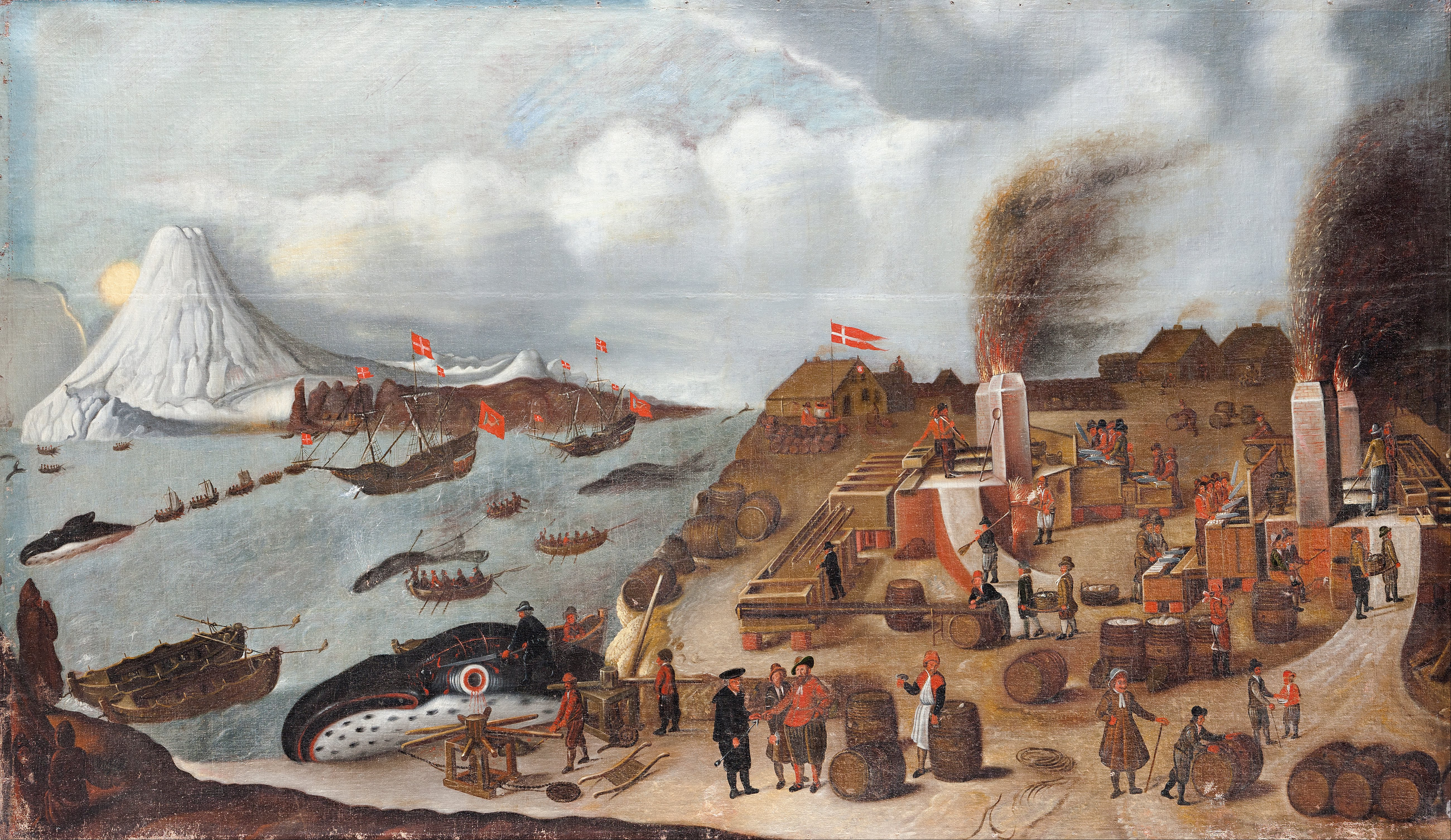
Abraham Speeck, Deense traankokerij op Spitsbergen, olieverf op doek, 1634. Collectie Skokloster.

Abraham Speeck of Speecx (geboren 14 februari 1568) was een Nederlands kunstschilder, uitvinder en pyrotechnicus. Van zijn schilderijen is nog maar één werk bekend. Over zijn uitvindingen zijn we iets beter ingelicht. In 1630 kreeg hij een octrooi voor een watermolen die zonder wind door zijn eigen water aangedreven zou worden. En in 1638 ontwikkelde hij een exploderend walvisharpoen, die in de praktijk echter te zwaar bleek om te kunnen gebruiken. Samen met Isaack Speeck (mogelijk een jongere broer) kreeg hij in 1646 octrooi voor "een inventie van het breken van ijs op de rivieren".